# Servants of Darkness
Servants of Darkness är det svenska black metal-bandet Nifelheims tredje studioalbum, utgivet den 15 augusti 2000. Albumet utgavs på CD, LP och kassettband.

## Låtlista
1. "Evil Blasphemies" – 3:17
2. "Sadistic Blood Massacre" – 2:50
3. "Black Evil" – 2:16
4. "The Bestial Avenger" – 5:17
5. "War of Doom (Armageddon)" – 4:16
6. "Servants of Darkness" – 3:50
7. "Infernal Desolation" – 3:27
8. "Into the Morbid Black" – 5:07
9. "Sacrifice to the Lord of Darkness" – 4:20

## Medverkande
- Hellbutcher – sång
- Demon – sologitarr, kompgitarr
- Tyrant – sologitarr, kompgitarr, basgitarr
- Devastator – trummor, percussion